# 4 Syfon
4 Syfon – polski zespół kojarzony ze sceną yassową. Grupę założył Janusz Zdunek w 1996 roku. W 1999 roku ukazał się debiutancki album Jestem w kinie, w 2000 roku drugi, To Prawda. W ankiecie czytelników Jazz Forum znalazł się na liście JAZZ TOP 2000.
Pod koniec 2001 roku wydany został trzeci album Baterie. Utwory grupy znalazły się też na składankach Mózg 5 lat i Cały ten yass!.

## Skład
- Janusz Zdunek – trąbka
- Tomasz Glazik – saksofon tenorowy
- Władysław Refling – gitara basowa
- Jacek Buhl – perkusja

## Dyskografia
- Jestem w kinie (Mózg Production, 1999)
- Baterie (Not Two, 2001)
- To Prawda (Mózg Production, 2000)